# 1488年韦朝威起义
1488年韦朝威起义，指的是從明朝弘治年间開始，韦朝威、覃万贤的起义。

## 经过
- 1492年三月，官府调集湖广贵州广西三省官军七千余人，分四路进攻起义军。副总兵马俊，参议马铉率军行至古田县城六十里的三厄地方，遭遇突袭，一败涂地，马俊，马铉当场阵亡。韦、覃义军，一举攻下永福、临桂等地。
- 1494年，起义军进攻永福、灵川。
- 1501年，起义军进攻古田边山。
- 1512年，起义军树立旗号，建立政权，韦朝威自号“冲天将”。后主动出击灵川县城，转战永福、鹿寨等地。
- 1515年，韦朝威不幸被俘，遇害。覃万贤下落不明。起义军随后推举了韦朝威的儿子韦银豹为新的首领。
- 1518年，韦银豹在登云山誓师起义。
- 1519年，朝廷再次征讨古田义军。由于义军的灵活性，出现了敌进我退，敌退我扰的局面，官军一走，起义军便攻陷了义宁。
- 嘉靖初年，韦银豹击杀了指挥舒松，攻占了洛容县城，攻下阳朔，杀死了县令张士毅、百户曹恩。后又带领义军击杀广西都指挥使冯琚，替父报仇。
- 1526年，莫振虎部义军联合三都义军，与韦银豹义军合流，攻下桐古市(今柳州地区)
- 1530年，又击败了广西总兵张经，拿下义宁、古田、兴宁、临桂南乡等地，一时声威大震。
- 1552年冬，韦银豹联合八寨义军，再度攻下灵州，劫走钱粮，烧毁县衙，随即撤离。
- 1565年秋八月，韦部袭击桂林，劫走库银。
- 1566年，韦部夜袭昭平，杀知县魏文端，折回永福，又袭桂林。
- 1567年，韦部再度袭击桂林。
- 1570年十一月，殷正茂率军与起义军激战，官军占领凤凰山。
- 1571年，官军数度围剿，未果。
- 1571年六月，韦银豹被捕，处决。

## 后续
朝廷改古田县为州，赐名永宁。1573年，又爆发韦良要起义。